# Evan Hayes
Evan Hayes (Gloucester, Massachusetts, 21 de setembro de 1978) é um produtor cinematográfico americano. Como reconhecimento, foi nomeado ao Óscar 2019 na categoria de Melhor Documentário em Longa-metragem por Free Solo (2018).